# اوریکا ۵۲۶۱
سیارک ۵۲۶۱ (به انگلیسی: 5261 Eureka، نامگذاری:1990MB) پنج هزار و دویست و شصت و یکمین سیارک کشف شده‌است که در ۲۰ ژوئن ۱۹۹۰ کشف شد.
قدر مطلق سیارک برابر ۱۶٫۱۰ است.